# Mușcel (okręg Ardżesz)
Mușcel – wieś w Rumunii, w okręgu Ardżesz, w gminie Boteni. W 2011 roku liczyła 90 mieszkańców.